# Premi César 1986
La cerimonia di premiazione della 11ª edizione dei Premi César si è svolta il 22 febbraio 1986 al Palais des Congrès di Parigi. È stata presieduta da Madeleine Renaud e Jean-Louis Barrault e presentata da Jean Poiret, Léon Zitrone, Jeanne Moreau, Gina Lollobrigida e Kirk Douglas. È stata trasmessa da Antenne 2.
Il film che ha ottenuto il maggior numero di candidature (tredici) è stato Subway di Luc Besson, mentre i film che hanno ottenuto il maggior numero di premi (tre) sono stati Subway e Tre uomini e una culla (Trois hommes et un couffin) di Coline Serreau.

## Vincitori e candidati
I vincitori sono indicati in grassetto, a seguire gli altri candidati.

### Miglior film
- Tre uomini e una culla (Trois hommes et un couffin), regia di Coline Serreau
- L'Effrontée - Sarà perché ti amo? (L'Effrontée), regia di Claude Miller
- Pericolo nella dimora (Péril en la demeure), regia di Michel Deville
- Senza tetto né legge (Sans toit ni loi), regia di Agnès Varda
- Subway, regia di Luc Besson

### Miglior regista
- Michel Deville - Pericolo nella dimora  (Péril en la demeure)
- Luc Besson - Subway
- Claude Miller - L'Effrontée - Sarà perché ti amo? (L'Effrontée)
- Coline Serreau - Tre uomini e una culla (Trois hommes et un couffin)
- Agnès Varda - Senza tetto né legge (Sans toit ni loi)

### Miglior attore
- Christopher Lambert - Subway
- Gérard Depardieu - Police
- Robin Renucci - Escalier C
- Michel Serrault - Shocking Love (On ne meurt que 2 fois)
- Lambert Wilson - Rendez-vous

### Miglior attrice
- Sandrine Bonnaire - Senza tetto né legge (Sans toit ni loi)
- Isabelle Adjani - Subway
- Juliette Binoche - Rendez-vous
- Nicole Garcia - Pericolo nella dimora  (Péril en la demeure)
- Charlotte Rampling - Shocking Love (On ne meurt que 2 fois)

### Migliore attore non protagonista
- Michel Boujenah - Tre uomini e una culla (Trois hommes et un couffin)
- Jean-Hugues Anglade - Subway
- Jean-Pierre Bacri - Subway
- Xavier Deluc - Shocking Love (On ne meurt que 2 fois)
- Michel Galabru  - Subway

### Migliore attrice non protagonista
- Bernadette Lafont - L'Effrontée - Sarà perché ti amo? (L'Effrontée)
- Anémone - Pericolo nella dimora  (Péril en la demeure)
- Catherine Frot - Escalier C
- Dominique Lavanant - Tre uomini e una culla (Trois hommes et un couffin)
- Macha Méril - Senza tetto né legge (Sans toit ni loi)

### Migliore promessa maschile
- Wadeck Stanczak - Rendez-vous
- Lucas Belvaux - Una morte di troppo (Poulet au vinaigre)
- Jacques Bonnaffé - La Tentation d'Isabelle
- Kader Boukhanef - Le thé au harem d'Archimède
- Jean-Philippe Écoffey - L'Effrontée - Sarà perché ti amo? (L'Effrontée)

### Migliore promessa femminile
- Charlotte Gainsbourg - L'Effrontée - Sarà perché ti amo? (L'Effrontée)
- Emmanuelle Béart - L'amour en douce
- Zabou Breitman - Billy Ze Kick
- Philippine Leroy-Beaulieu - Tre uomini e una culla (Trois hommes et un couffin)
- Charlotte Valandrey - A Parigi con amore... (Rouge baiser)

### Migliore sceneggiatura originale o miglior adattamento
- Coline Serreau - Tre uomini e una culla (Trois hommes et un couffin)
- Jacques Deray e Michel Audiard - Shocking Love (On ne meurt que 2 fois)
- Michel Deville - Pericolo nella dimora  (Péril en la demeure)
- Annie Miller, Luc Béraud, Bernard Stora e Claude Miller - L'Effrontée - Sarà perché ti amo? (L'Effrontée)
- André Téchiné e Olivier Assayas - Rendez-vous

### Migliore fotografia
- Jean Penzer - Shocking Love (On ne meurt que 2 fois)
- Renato Berta - Rendez-vous
- Pasqualino De Santis - Harem
- Carlo Varini - Subway

### Miglior montaggio
- Raymonde Guyot - Pericolo nella dimora  (Péril en la demeure)
- Yann Dedet - Police
- Henri Lanoë - Shocking Love (On ne meurt que 2 fois)
- Sophie Schmit - Subway

### Migliore scenografia
- Alexandre Trauner - Subway
- Jean-Jacques Caziot - La donna che ci separa (Bras de fer)
- Philippe Combastel - Pericolo nella dimora  (Péril en la demeure)
- François de Lamothe - Shocking Love (On ne meurt que 2 fois)

### Migliori costumi
- Olga Berluti e Catherine Gorne-Achdjian - Harem
- Jacqueline Bouchard - L'Effrontée - Sarà perché ti amo? (L'Effrontée)
- Christian Dior e Elisabeth Tavernier - La donna che ci separa (Bras de fer)
- Christian Gasc - Rendez-vous

### Migliore musica
- Astor Piazzolla e José Luis Castiñeira de Dios - Tangos - L'esilio di Gardel (Tangos, l'exil de Gardel)
- Claude Bolling - Shocking Love (On ne meurt que 2 fois)
- Michel Portal - La donna che ci separa (Bras de fer)
- Éric Serra - Subway

### Miglior sonoro
- Gérard Lamps, Luc Perini, Harrik Maury e Harald Maury  - Subway
- Dominique Hennequin e Pierre Gamet - Harem
- Paul Lainé e Gérard Lamps - L'Effrontée - Sarà perché ti amo? (L'Effrontée)
- Jean-Louis Ughetto e Dominique Hennequin - Rendez-vous

### Miglior film straniero
- La rosa purpurea del Cairo (The Purple Rose of Cairo), regia di Woody Allen
- L'anno del dragone (Year of the Dragon), regia di Michael Cimino
- Cercasi Susan disperatamente (Desperately Seeking Susan), regia di Susan Seidelman
- Ran, regia di Akira Kurosawa
- Urla del silenzio (The Killing Fields), regia di Roland Joffé

### Migliore opera prima
- Le thé au harem d'Archimède, regia di Mehdi Charef
- Harem, regia di Arthur Joffé
- La nuit porte-jarretelles, regia di Virginie Thévenet
- Strettamente personale (Strictement personnel), regia di Pierre Jolivet

### Miglior film in lingua francese
- Derborence, regia di Francis Reusser

### Miglior film pubblicitario
- Le Clémenceau (Citroen Visa GTI), regia di Jean Becker
- Castinge (Cacharel), regia di Sarah Moon
- La cave, La (Free Time), regia di Étienne Chatiliez
- C'est la question (Eram), regia di Étienne Chatiliez
- Lee Cooper, regia di Jean-Paul Goude

### Miglior manifesto
- Michel Landi - Harem
- Benjamin Baltimore - Pericolo nella dimora  (Péril en la demeure)
- Benjamin Baltimore - Ran, regia di Akira Kurosawa
- Bernard Bernard - Subway, regia di Luc Besson
- Zorane Jovanovic - La foresta di smeraldo (The Emerald Forest)

### Miglior cortometraggio d'animazione
- L'enfant de la haute mer, regia di Patrick Deniau
- La campagne est si belle, regia di Michel Gauthier
- Contes crépusculaires, regia di Yves Charnay

### Miglior cortometraggio di fiction
- Grosse, regia di Brigitte Roüan
- La consultation, regia di Radovan Tadic
- Dialogue de sourds, regia di Bernard Nauer
- Juste avant le mariage, regia di Jacques Deschamps
- Le livre de Marie, regia di Anne-Marie Miéville

### Miglior cortometraggio documentario
- New York, N.Y., regia di Raymond Depardon
- La Boucane, regia di Jean Gaumy
- C'était la dernière année de ma vie, regia di Claude Weisz

### Premio César onorario
- Bette Davis
- Jean Delannoy
- Maurice Jarre